# Personaggi di Di-Gata Defenders
Questa è la lista dei personaggi di Di-Gata Defenders, serie animata canadese prodotta da Nelvana International.

## Personaggi principali

### Protagonisti

#### Seth
Seth è il leader dei Di-Gata Defenders. Adora mangiare, cosa che sa fare con gli occhi chiusi, e tende parecchie volte a soccombere per colpa della nausea. Egli controlla la Pietra Nova, una potente Pietra Campione una volta appartenuta al padre. Come leader dei Defenders, cerca di essere tende ad essere diffidente. In un primo momento, Seth sembra essere geloso di Melosa, mentre questa si relaziona con Adam. Sembra infatti che Seth provi dei sentimenti per Mel: la gelosia sembra ricambiata dalla ragazza. Nel corso delle serie, a Seth viene installata da Erik una mano robotica al posto della mano destra, la quale può essere trasformata in un cannone per lanciare i suoi attacchi e le sue pietre.
Il primo Guardiano di Seth si chiama Kragus, un gigante di pietra che può assorbire le pietre e copiare le sue proprietà in esse. Tuttora possiede Omnikragg, risultato della fusione tra Kragus e Omniaxor, il Guardiano del padre. Seth è specializzato nei sigilli Dako e Nega, e i suoi incantesimi sono fatti principalmente di energia nera.
Seth è doppiato da Alessio De Filippis.

#### Melosa
Melosa è una giovane maga di Yan e seconda in comando dei Di-Gata Defenders. Si è formata nel tempo frequentato nella libreria del dojo.
Essendo una Maga di Yan ha poteri speciali, che le permettono di lanciare incantesimi senza l'ausilio delle Pietre Di-Gata. Ha provato dei sentimenti per Adam, che ha cercato di nascondere, oltre ad aver dimostrato di provare gelosia per Seth, ogni qualvolta quest'ultimo mostrasse interesse per altre ragazze.
Il guardiano di Melosa si chiama Draykor. Melosa è specializzata nei sigilli Yan e Sum come sua madre Freya e i suoi attacchi sono generalmente a base di ghiaccio. Melosa possiede un amuleto, cimelio di famiglia che ha ricevuto da sua nonna, anch'ella una Maga di Yan.
Melosa è doppiata da Federica Bomba.

#### Erik
Erik è molto dotato nella progettazione e costruzione di oggetti elettronici. È fratello di Kara. È un abile stratega e trova sempre un modo per aggirare qualsiasi attacco. Egli tende a parlare in gergo tecnico quando lavora sulla tecnologia e ben pochi sono in grado di capirlo. Erik è l'unica persona che mantiene le componenti meccaniche del Sigillo della Tempesta, la principale forma di trasporto dei Defenders. Erik ha anche costruito il braccio robotico di Seth, quando la sua mano è stata distrutta da Brackus, e gli stivali di Kara come ricompensa per non essere riuscito a fermare l'incidente che le ha provocato la perdita delle gambe.
Oltre a Flinch, Erik è l'unico che dispone di un dispositivo esterno per lanciare le pietre Di-Gata.
Il guardiano di Erik si chiama Robotus. Erik è specializzato nei sigilli Infinis e Ogama, e i suoi attacchi sono di fuoco e meccanici. Egli è anche l'unico personaggio oltre a Brim che ha conoscenza dei due antichi sigilli, Mal-Ra e Orn-Ra.
Erik è doppiato da Daniele Raffaeli.

#### Kara
Kara è la sorella di Erik ed è la più giovane dei Defenders. I compagni, in particolare il fratello maggiore Erik, sentono sempre il bisogno di proteggerla, ma in realtà lei preferisce prendersi cura di se stessa.
Kara deve indossare un paio di stivali cibernetici realizzati da Erik, perché non in grado camminare, a causa di un incidente accaduto anni prima a causa delle pietre del fratello.   stivalile permettono di saltare a grandi altezze e a darle maggiore equilibrio, ma sono vulnerabili a vari tipi di interferenze elettroniche.
Il corpo di Kara si rivela essere ideale per incanalare e assorbire grandi quantità di energia, fatto scoperto dal re Magnun e rivelato ai Defenders da Flinch. A causa di questa capacità, Lord Nazmul desidera usare il suo corpo come canale per il suo potere. Questo potere è stato sfruttato per sconfiggere Sari, e più tardi, il Megalith.
Kara viene mandata via per seguire un addestramento speciale per combattere gli Ethos. Rion prende il suo posto al fianco dei Defenders. Kara lavora poi come spia per un'oscura e misteriosa agenzia, il cui obiettivo è eliminare gli Ethos esattamente come i Defenders.
Nel corso della serie, nel tentativo di salvare il fratello Erik, il suo corpo fisico viene distrutto, e il suo spirito viene mandato nelle Pietre del Professor Alnar. Erik fa di tutto per riavere la sorella. Accompagnato da un piccolo animale, rivelatosi poi essere in realtà lo spirito di Kara. Erik, venuto in contatto con la sorella, ne accetta la morte. Lo spirito di Kara veglia su di lui.
Il Guardiano di Kara si chiamava V-Moth, una specie di libellula gigante, come sigillo ha il sigillo di Yin e la sua pietra è verde. Kara è specializzata nei sigilli Altas e Yin, e le sue magie coinvolgono specialmente il vento e l'elettricità.
Kara è stata doppiata da Micaela Incitti.

#### Rion
Rion è un misterioso e inesperto Defender dai capelli bianchi. Egli sarebbe stato addestrato come arma segreta per aiutare i Defenders a sconfiggere gli Ethos, sebbene egli stesso fosse per metà Ethos. Viveva in un Dojo con Tzur, una creatura gigante simile ad un golem, che lo ha addestrato per la lotta contro gli Ethos. Tuttavia, il suo addestranento si interrompe quando il Megalith viene distrutto. Dopo aver incontrato i Defenders, si unisce a loro.
Quando soccombe alla rabbia, le rocce nella sua fascia sulla testa si collegano al suo corpo. Il suo potere si moltiplica e diventa un'incarnazione tenebrosa di se stesso. Non può lanciare incantesimi in questa forma, ma la sua energia moltiplicata gli permette di abbattere i nemici solamente con le sue braccia. La potenza è sufficiente per vaporizzare uno Zad solo in una manciata di secondi. Malco (posseduto dagli Ethos) ritiene che tale potere possa rivelarsi utile agli Ethos per distruggere i Defenders. Brackus teorizza che gli Ethos avevano qualcosa a che fare con le sue trasformazioni, cosa che poi si è rivelata vera, e inoltre Rion è anche stato rivelato essere l'esperimento per creare guerrieri attraverso l'uso di un'essenza Ethos, progetto poi fallito. Ha la capacità naturale di calmare i Guardiani e di parlare la loro lingua antica. Attualmente è l'unico che ha fiducia in Brackus come guaritore.
Il Guardiano di Rion si chiama Arvengus, che gli è stato dato da Tzur. Questo Guardiano ha la forma di un grande leone. Rion è specializzato nei sigilli Yin e Nega, e i suoi incantesimi consistono principalmente di elementi naturali come l'argento e la roccia.
Rion è doppiato da Paolo Vivio.

#### Adam
Adam è un Defender perduto, e il figlio adottivo di Brackus. I suoi veri genitori sono stati uccisi da Brackus a sua insaputa. Ha trascorso la sua infanzia con Brackus. Ma Brackus era impegnato a realizzare un mondo per lui, e non ha mai avuto tempo di trascorrere del tempo con lui. Adam fugge dal padre, diventando un ladro.
Egli è un mistero per i suoi amici e nemici. Incontra i Defenders in circostanze sospette e si unisce al gruppo per brevi periodi.  Melosa in un primo momento ha una cotta per Adam, sentimento che Adam sembra ricambiare, fatto che ha portato Seth a provare gelosia per la ragazza, oltre a portare ad un rapporto conflittuale tra i due ragazzi. Egli lascia temporaneamente i Defenders per scoprire cosa è successo ai suoi veri genitori. Torna poi per aiutare i suoi compagni nella battaglia finale con gli Ethos.
Il guardiano di Adam si chiama Firefox. Adam è specializzato nei sigilli Yin, Yan e Infinis, e le sue trappole e magie si basano sul combattimento. Inoltre, porta un mantello, che gli permette di rendersi quasi invisibile.

### Alleati e antagonisti

#### Brackus
Brackus era il comandante dell'esercito Yin-Tos, alleato con i Maghi di Yan nella battaglia di Yan-Suma. A quel tempo era comandante dell'esercito di guerrieri valorosi che combattevano strenuamente per Rados. Brackus tradisce poi i Maghi di Yan per unirsi a Lord Nazmul, usurpatore di Doku. Brackus era infatti alla ricerca della vita eterna. Il suo vero obiettivo era quello di riconquistare il Megalith e di dominarlo, così da diventare il sovrano di Rados.
Brackus venne poi inviato nel Regno Oscuro, ma senza diventare uno spettro, come tutti gli altri banditi. Gira solitario per la pianura, eludendo gli spettri, finché anche non incontra Kara. Per fuggire dal Regno Oscuro, Kara forma con Brackus una tregua temporanea. Nonostante la tregua, Brackus tenta lo stesso di tradire Kara ma lei lo sconfigge, lasciandolo preda dell'ira delle Leizel e degli Spettri. Brackus sopravvive, ma perde il suo occhio destro, ora rosso e solcato da una cicatrice. Viene poi liberato diventando un guaritore, ma soffre di amnesia. Non ha memoria dei suoi giorni passati nell'Ordine di Infinis o di come sia sfuggito al Regno delle Tenebre.
Rion è l'unica persona che si affida a Brackus nel suo ruolo di guaritore.
Brackus aveva un patto segreto con Lady K'tahsh. Secondo le sue previsioni, lui e Lady K'Tahsh si sarebbero affermati come governanti di Rados.
Brackus è specializzato nell'utilizzo dei sigilli Dako e Infinis e le sue magie sono in grado di generare veleni e i conseguenti effetti dolorosi. Storicamente il custode di tali sigilli era Anaconduit, un cobra.

#### Professor Alnar
Alnar è il vecchio addestratore dei giovani Defenders e fratello di Nazmul, e al contrario di quest'ultimo gentile e premuroso. A volte viene consultato da Melosa, ma solo in momenti di estrema necessità.
Alnar insegna a Mel il potere dei Maghi di Yan. Alnar fu anche l'artefice della creazione della città di Arboth. Fu lui a nominare i Di-Gata Defenders. In Lo spirito di Alnar risiede in una pietra Di-Gata conosciuta come la pietra Vitus: questa è legata al sigillo Altas e deve essere collegata ad uno specifico dispositivo proiettore.

#### Lord Nazmul
Una volta fedele ai Maghi di Yan, Nazmul combatté per le forze del bene accanto al fratello Alnar, contro gli Ethos. Ma l'avidità, la corruzione e la promessa della vita eterna gli annebbiarono la mente spingendolo vero il lato oscuro della forza. Tradì così la sua vocazione con la formazione dell'oscuro Ordine di Infinis. Il suo obiettivo era di accedere al regno dell'energia, sufficiente per completare un potente incantesimo che avrebbe offerto la vita eterna a lui e ai suoi seguaci.
Utilizzando le conoscenze degli Ethos e possedendo una gran parte del potere del regno, creò il Megalith. Ma prima che potesse usarne il suo completo potere con lo scopo di sopprimere Rados, venne distrutto dai difensori. Tuttavia, lo spirito di Nazmul venne trasferito in un corpo robotico dalla testa a forma di teschio. Ma, anche se era ancora potente, questo corpo era soggetto ad un rapido deterioramento, per cui aveva bisogno di uno nuovo che potesse contenerne il potere incredibile - e per questo fu individuata Kara.
Dopo essere stato mutilato da Seth e Omniaxor, Nazmul unì il suo spirito con Malco, per formare un essere dotato di una notevole forza fisica e magica. Con questo corpo sovrumano bandì Brackus nel Regno delle Tenebre per averlo tradito. Seth quindi utilizzò la funzione secondaria della Pietra Nova, sigillando lo spirito di Nazmul al suo interno.
A partire dalla fine della prima stagione, lo spirito di Nazmul era ancora imprigionato nella Pietra Nova. Malco e Flinch non riuscivano a capire come liberarlo, fino a quando sequestrarono Brim. Dovettero così recarsi ai Monti Bi'Yani per recuperare un cristallo in grado di distruggere la Pietra Nova. Con l'ausilio di un martello speciale, Malco e Flinch tentarono di distruggere la Pietra Nova per liberare il Signore di Infinis. In un primo momento, Malco tentò di utilizzare Brim, ma il custode del sigillo intagliatore perse l'equilibrio e cadde dalla scogliera. Malco poi cercò di utilizzare Flinch, alla fine una volta liberato, Malco poi si offri a Nazmul dal quale assorbì la maggior parte della forza. Brackus tagliò la fonte della Pietra Nova fino quasi a rischiare la sua vita. Seth tagliò con una Naga un braccio a Nazmul. Senza una fonte di energia per tenerlo su Rados, lo spirito di Nazmul fu definitivamente distrutto.
Nazmul era uno dei pochi in grado di controllare il sigillo di Altas, l'unico sigillo in grado di controllare tutti gli otto originali Poteri dei Sigilli.
Le sue abilità consistevano nell'utilizzare l'energia delle Pietre Di-Gata e di sparare raggi di luce verde per afferrare gli oggetti e per attaccare i nemici. Il suo guardiano era il Megalith, intrappolato da un incantesimo in quattro Pietre della Purezza. Alla fine venne distrutto.

#### Flinch
Flinch è un brillante scienziato e inventore, spesso inviato in missione insieme a Malco dall'Ordine di Infinis, perché nessun altro ha le sue capacità di utilizzare le macchine da lui stesso inventate. Quando si tratta di affrontare un confronto fisico si rivela essere spesso un vigliacco.
Flinch è il costruttore dell'Abisso Celeste e delle procedure utilizzate per bandire gli Ethos da Rados. Viene poi costretto a servire gli Ethos.
Flinch era specializzato nei sigilli di Yin e di Infinis, e i suoi attacchi generalmente terrorrizzavano i nemici con spiriti, fantasmi e mostri grotteschi. Il suo tutore è Dreadcrow, uno guardiano spaventapasseri.

#### Malco
Una volta potente Di-Gata Defender, Malco è un guerriero dotato di una forte volontà e di uno scudo di roccia che lo protegge da molti attacchi. Ma durante l'assedio di Yan-Suma, venne mortalmente ferito e pietrificato dagli Ethos, mentre aiutava Nazmul e Brackus nella conquista dell'Abisso Celeste.
Nazmul usò i suoi poteri per riportarlo in vita. Si unì poi a Nazmul e all'Ordine di Infinis.
Malco ha l'aspetto di un orco, porta grossi scudi di roccia sulle spalle e sugli avambracci, ed è dotato di un corpo enorme, estremamente muscoloso. Tuttavia, non può parlare.
A causa della sua immensa potenza e dimensione, Malco non utilizzava un guardiano.
Più tardi, il suo spirito viene sacrificato per consentire la fusione con Nazmul. Questa unione creò un essere di incredibile potenza e forza fisica, dotato di una straordinaria armatura. Tuttavia, Seth separa il suo corpo da Nazmul mediante il potere della Pietra Nova.
Malco viene trovato dagli Ethos che prendono il controllo del suo corpo, rigenerando la sua potenza, e conferendogli la capacità di parlare; il suo corpo assunse un colore violaceo.

#### Lady K'Tahsh
Era una volta una principessa Radosiana di Yin-Tos di nome Torash, innamorata di Brackus. Quando gli Ethos invasero Yin-Tos, Brackus credette che Torash fosse stato uccisa. Invece, gli Ethos ne presero il controllo rendendola Lady K'Tahsh.
Come Dark Lady, in momenti diversi della serie, viene ingaggiata sia dagli Ethos che dall'Ordine di Infinis. In battaglia non usa le pietre Di-Gata, ma possiede una vasta gamma di armi magiche per natura che le permettono di utilizzare gli incantesimi.
Il suo guardiano è un toro gigante cibernetico, di nome Taurius.

## Personaggi secondari

### Alleati dei Defenders

#### Aaron
Aaron era il padre di Seth e leader dei precedenti Di-Gata Defenders. Sacrificò se stesso per permettere ai Maghi di Yan di imprigionare il Megalith. Il suo bene più prezioso era la Pietra Nova, l'arma più potente ora in possesso del figlio Seth. Il suo guardiano era Omniaxor, ora fuso con Kragus per formare Omnikrag.

#### Azura
Azura è una bambina addestrata per diventare Di-Gata Defender. Il primo incontro fra lei, suo fratello Roodu e i Defenders, avvenne presso la miniera in cui lei scopre la nave spaziale con la quale gli antichi antenati dei Radosiani giunsero nel pianeta. Seguono così i Defenders al dojo per essere addestrati.

#### Bo
È un giovane fromboliere sfacciato, che viaggiava con Erik e Mel. Lottava per ottenere gloria eterna. Era disposto a tutto per farsi conoscere, anche se avesse dovuto combattere fino alla morte.
Si è specializzato nei sigilli Dako e Ogama.

#### Brim
Brim è l'intagliatore della Pietra della Purezza. Rimane per dodici anni nascosto in una montagna per sfuggire dalle grinfie dell'Ordine di Infinis. Per non sentirsi solo costruì un uccello meccanico di nome Kihn. La sua pace venne meno, quando i Defenders si rifugiarono in casa sua.
Brim non voleva assolutamente aiutare i difensori, aveva paura che le sue invenzioni venissero nuovamente usate per far vincere il male. Ma convinto da Seth, scolpisce la Pietra della Vita. Quando Brackus assedia casa sua, Brim sovraccarica tutta la sua attrezzatura per consentire ai Defenders di fuggire.
La Pietra della Vita è la chiave per sconfiggere Nazmul.
Venne poi rapito da Malco e da Flinch, e portato su una montagna, dove si trovava un cristallo in grado di tagliare e aprire la Pietra Nova, che viene aperta con successo, rilasciando lo spirito di Nazmul. Ma a causa dell'incantesimo di prigionia, Nazmul aveva bisogno di un altro corpo. Flinch decide di offrire Brim in sacrificio, che accidentalmente perde l'equilibrio cadendo giù dalla scogliera, il che fa pensare tutti alla sua morte, ma sopravvive e viene congelato sul monte Froza, dove è controllato da due creature Sigil Slayer.
Quando i Defenders scoprono che Brim è lo scrittore il Tomo di Al-Mortigar, viene contattato da Brackus perché era l'ultimo ad averlo visto vivo. Adam, Erik e Rion recuperano Brim.

#### Finn
È una ragazza rapita mentre si recava alla fattoria del nonno dal ritorno da uno spettacolo di un circo itinerante. Più tardi la sua mente viene controllata da un guardiano conosciuto come The Eye, che le cancella la memoria della sua vita precedente.
Per mantenere almeno il ricordo del circo, Finn divenne la contorsionista della gruppo. Compare poi nell'episodio Warriors, dove Finn venne nuovamente catturata, questa volta da una setta. Finn è specializzata nella nei sigilli Sum e Dako. Il suo guardiano è Revoldenn, un giullare galleggiante dalla risata sinistra.

#### Jeo
È una ragazza che vive nella metropolitana insieme alla nonna. Non ha mai visto il mondo di superficie, ma sogna un giorno di vederlo. Si imbatte in Seth, dopo aver minacciato di attaccare il suo gruppo. Venne poi salvata da Seth, che con l'aiuto di OmniKragg aveva tentato di proteggere il suo animale domestico da una delle Sandworms.
Jeo ospita Seth a casa sua e gli mostra il segreto dell'esistenza della metropolitana - un frammento degli Abissi celesti chiamato la Sorgente. Con questa fonte, la sua tribù fu in grado di vivere nella metropolitana e in prosperità, fino a che rimasero solo Jeo e la nonna. Jeo viene poi accontentata raggiungendo la superficie.

#### Joshu
È un ragazzo che vive nel villaggio minerario attaccato da Kid Cole nell'episodio I Magnifici Due. Lui è ammiratore dei Defenders, e passa il suo tempo come se fosse uno di loro.
Quando Kid Cole lo rapisce, Joshu lascia una serie di pietre Di-Gata, in realtà una serie di indizi, in modo che Erik e Rion li possano seguire. Quando lo trovano sconfiggono Kid Cole, e contemporaneamente Brackus riprende il controllo del suo guardiano.
Erik torna nel villaggio nell'episodio Mel on My Mind, ed è accolto da un Joshu entusiasta, che è più che contento di donargli la Dakocite di cui ha bisogno per la sua scultura in pietra. Quando Mel chiama Erik, chiedendogli come invertire l'effetto dell'amore di Azura, invia Joshu al dojo per trovare la cura. Joshu arriva durante la battaglia fra Seth e K'Tash, libera la polvere e cura con la Dakocite Mel, Rion, e Brackus.

#### Lydia
Lydia tradì il suo popolo rubando la Pietra del Cuore, che apparteneva ad Amphinigons. Aveva intenzione di usarla solo per i Radosiani, credendoli gli unici esseri su Rados degni di possedere l'energia della pietra, rivendicata anche dagli Amphinigons.
Ma il suo veicolo precipita durante la fuga, così chiama i Difensori in aiuto. Mel, Erik, e Adam arrivarono per evitare la cattura degli Amphinigons, ma nel frattempo perde la Pietra del Cuore. Lydia gli racconta che suo fratello venne rapito dal Amphinigons, e che la pietra era un cimelio di famiglia.
Viaggiano verso il campo degli Amphinigons (anche se Mel è separato da loro) con lo scopo di rubare la Pietra del Cuore e di salvare il fratello di Lidia. Riescono a prendere la Pietra, ma senza riuscire a salvare il fratello. Ma all'arrivo di Seth, il gruppo viene catturato dagli Amphinigons. Il fratello di Lydia arriva con la Principessa e le creature e spiega che la Pietra del Cuore stava per essere condivisa tra due razze. Lydia sfugge dal campo e minaccia di distruggere la Pietra del Cuore, ma viene fortunatamente fermata. La pietra del Cuore subì danni di lieve entità, ma era ancora utilizzabile.

#### Mia
È una bambina di un villaggio attaccato dai mostri. Nell'episodio "La furia di Seth", era sulla strada per raggiungere quello che lei chiamava 'Il Safe Place', presumibilmente la città di Arboth, che si imbatté in Seth e Omniaxor.
Gli occhi viola di Mia sono il sigillo di Sum, il potere di vedere le persone di cuore. Grazie a questo potere vede Seth come un essere dal cuore puro (nonostante sia fuso con Kragus), mentre Brackus viene visto come un'entità demoniaca. A volte i suoi occhi diventano rossi: in questo caso non è in grado di vedere dentro i cuori delle persone, ma ha la possibilità di vedere nel futuro (cosa che non apprezza, visto che le sue visioni sono generalmente oscure e sinistre).
Venne a visitare i bambini destinati a diventare difensori, ma fu cacciata con loro per essere sospettata di aver rubato la scatola metallica Ethos. Seth aveva poi compreso che non era stata lei a compiere quel furto in quanto venne accertato che la scatola fu rubata prima del suo arrivo presso il Dojo.

#### Roodu
La prima apparizione di Roodu avviene nell'episodio "I bambini rapiti". Quando lui e sua sorella Azura furono catturati da Nazmul, e obbligati ad individuare il sito della nave spaziale anticamente schiantatasi su Rados. In seguito, lui e sua sorella Azura avevano seguito i difensori del Dojo, sia in memoria di Erik che per proteggere Rados vollero diventare difensori.
Il Maestro Brackus decise che era necessario creare un nuovo esercito di difensori, per cui permise a Roodu e ad Azura di rimanere. Roodu e sua sorella ad un certo punto rubano la pietra custode Darkviper, mentre Seth li sospetta anche del furto del contenitore Ethos.
Dopo essere fuggiti, gettano la pietra, facendo andare su tutte le furie il Darkviper. Seth si arrabbiò e disse ai ragazzi di tornare a casa, insieme a Maia e gli altri bambini futuri difensori. Nel loro viaggio di ritorno, Brackus chiede ai ragazzi se vogliono far parte di una missione segreta solitari, con a capo Roodu e Azura.

#### Si'i
È un uomo tenebroso, con un accento spagnolo, in grado di creare con un macchinario chiamato lo Sviluppatore, trasformando i guardiani in tutori mutanti. Molto tempo fa, anche se non ci riuscì, Brackus gli ordina di creare "l'ultimo Guardiano", un essere in grado di sconfiggere i difensori. Quando in altro episodio i difensori arrivarono per arrestarlo, si era unito ai guardiani come se fosse un unico essere mutante.
Venne poi imprigionato nel carcere di Gatashin, dato che aveva messo in pericolo le vite dei difensori. Dopo aver passato un periodo di detenzione, iniziò a cercare una vita più pacifica, libera dalla criminalità e dal commercio illegale.
Malco gli chiese poi di insegnargli a creare un tutore, utilizzando la stessa tecnologia del Guardianizer. Con terrore Malco gli chiede tre diversi Pietre al Plasma, ordinate in un certo modo.
Si'i Aiuta poi Erik a smantellare il nuovo Guardianizer e ad invertire i suoi effetti contro Rion, riordinando le Pietre al plasma. Riesce a compire questa impresa, ma gli costa la perdita della sua umanità. Finisce per cadere in un pozzo di lava con il Guardianizer, causandogli la deformazione del corpo e la trasformazione in un mutante Guardiano.
Lady K'tahsh prova interesse per Si'i. Crede che, a causa della sua capacità di mutazione fisica, possa essere di aiuto alla causa degli Ethos. Per ricattarlo aveva rapito, presso un villaggio tribale Melosa. Tuttavia, Si'i impazzisce e nel villaggio drena l'energia del leader della tribù, uccidendo Kali. Lady K'tahsh riesce comunque a catturarlo e lo obbliga portare a termine la sua prima missione: recuperare il Globo di Ogama-Yan.
Ma presto, Si'i divenne molto difficile da controllare e una volta si liberò dal controllo degli Ethos, ma venne catturato di nuovo, continuando comunque a crescere da ribelle, in un modo tale che lo stesso Ethos avrebbe dovuto venire di persona per sottometterlo. Alla fine della seconda stagione, Rion utilizza il linguaggio degli antichi custodi di comunicare con lui.

#### Tzur
È un Golem gigante di pietra bifronte, che viveva nel tempio, e che Rion stava allenando prima di incontrare i Difensori. Era l'unica famiglia che Rion aveva avuto durante la sua formazione. Appariva mostruoso in quanto il suo volto si trovava prima sulla sua pancia (parlava come un maschio). Dopo una mutazione la faccia si trovava nella testa ed era gentile e premuroso. (parlava come una femmina).
Aveva parlato ai difensori sulla funzione di Pietra Shift, dove si doveva andare per aprire il portale che gli avrebbe permesso di ritrovare Kara. Diede inoltre ad un guardiano la pietra contenente Arvengus di Rion, dicendogli di "usarla al momento opportuno".
Mentre lo Zad e le creature di Ethos attaccavano il tempio, Tzur crea un portale per consentire ai difensori di fuggire verso la Dorsale di Yin-Tos. Ma a causa delle limitate dimensioni del portale, Tzur non è in grado di passare. Così sacrifica se stesso, in modo che gli altri potessero fuggire. Prima della fuga dei Difensori, Rion venne traumatizzato dalla sua perdita, e, infine, gli rivelò il potere oscuro di una sua incarnazione: uccidere uno degli Zad e indurre gli altri a ritirarsi per la paura.

#### Von Faustien
Era un cacciatore che utilizzava tecnologie avanzate per intercettare o distruggere le creature dell'Ethos. Tuttavia, spesso non prendeva in considerazione le vite innocenti che stavano intorno a lui. Non avrebbe esitato un istante a distruggere un Ethos, anche se questo comportava il sacrificio di ostaggi civili innocenti. Quando era giovane, la sua intera famiglia venne uccisa da creature Ethos, e questo gli dava la motivazione per cacciare queste creature da Rados.
Quando i difensori lo incontrano, decidono di chiedere il suo aiuto per la ricerca del primo pezzo dell'Abisso Celeste. Anche Eric cerca il suo aiuto per costruire una sua invenzione: un'arma che può utilizzare la potenza di un attacco in arrivo per rinviarlo al malintenzionato. Von Fustien gli consegna la pietra che può aiutarlo.
Abbandona poi i difensori nella caccia a Lady K'tahsh. Lui era disposto, per ucciderla, a distruggere una zona per un raggio di 16 km di Port Reevus con una pietra Annihilator. Si scoprì poi che all'interno del suo corpo vivevano diversi Ethos parassiti, questi erano la causa del suo comportamento estremo.
Lady K'tahsh usa il suo potere per risvegliare in Von Faustien le creature presenti nel suo corpo. Riesce comunque prima a scappare con il pezzo dell'Abisso Celestiale, poi Erik Von usa contro di lui e come arma il Trapper Ethos, ma così facendo ottiene un risultato insperato: quello di estrarre gli Ethos che possedevano il suo corpo. Erik poi usa la sua arma per liberare nell'aria l'energia dalla Pietra Annichilatrice, risparmiando la città di Reevus dalla distruzione.

### Nemici dei Defenders

#### Doku
Era un consigliere di Nazmul dell'Ordine di Infinis. Venne deposto con la forza da Brackus. Gli tagliò un braccio e gli asportò l'occhio destro, sostituiti con parti meccaniche (dandogli quasi l'aspetto di un cyborg). Il suo braccio robotico trasporta il potere di creare, in Rados, portali ovunque, un potere molto simile a quelli di Brackus o Flinch.
Sia con il suo occhio che con il suo braccio finto in è grado di sparare raggi laser ad alta energia. A differenza di Brackus, segue e si fida completamente di Nazmul. Era consapevole del tradimento di Brackus e voleva riconquistare la sua posizione di consigliere.
Nell'episodio "Doom Chase", costrinse Brackus ad andare da Seth per ucciderlo. Gli offrì questa possibilità per poter riprendere il suo posto di consigliere al fianco di Nazmul.
Ma Seth vide la possibilità di recuperare un misterioso oggetto dell'Ordine. Tuttavia, Seth aveva solo sei ore prima che Kara venisse uccisa dal veleno ad azione lenta lo Saviped. Se l'avesse fatto in tempo, gli avrebbe somministrato l'antidoto, in realtà era un trucco per far morire Kara per riconquistare la propria posizione e contemporaneamente eliminare un nemico di Nazmul.
Tuttavia, fu tutto invano, una volta sfuggito Seth, Brackus giunse alla foresta dove aveva vissuto lo Spiders Viridian, per estrarre il latte di queste creature, antidoto al veleno Saviped.
I Difensori dopo trovano il loro nuovo dojo ("The Healer") e scoprono un dispositivo che aveva registrato la voce di Doku. Una registrazione trovata in una grotta dove avvenne una lotta tra Doku e i signori della guerra.
Un giorno Rion attira la sua attenzione per cui scoppia tra i difensori una rissa e i suoi seguaci. Durante la rissa Seth viene avvelenato e successivamente curato, ma la sua momentanea mancanza come leader, fa vacillare il gruppo di difensori, prossimo ad uno scontro con Doku.
Brackus interviene nel combattimento, ma cadde in una buca piena di lava vulcanica. Doku provò pietà per ciò che era successo a Brackus. Brackus riusciti a distrarre abbastanza a lungo Doku per consentire ad Erik di liberarsi di un rivestimento, così utilizza un Descructor per creare un razzo con il quale riesce a catturare Doku e dei suoi seguaci e spedendoli lontano in un altro luogo. Dopo l'atterraggio, Doku giurò di vendicarsi e di tornare da Brackus.
Nell'episodio "La Torre", Doku, Adam e i suoi collaboratori riattivano un'antica torre costruita dalle Streghe di Yan, allo scopo di raccogliere l'energia del Arboth per rigenerare sia la sua mano che l'occhio perduti. Riuscì a ripristinare entrambe le parti, ma quando giunse Brackus lo dovette affrontare e riuscendo a sconfiggerlo con facilità.
Doku offre a Seth (danneggiato dalla fuoriuscita dall'Infinimatter), la possibilità di rigenerare il suo braccio perduto. In un primo momento Seth accetta, ma restituisce il potere alla pietra di Arboth dopo aver visto ciò che Doky aveva fatto per rigenerare il suo braccio.
Brackus, dopo il suo rientro, getta la Devastazione di Infinis costringendo Doku uscire dalla torre, facendolo precipitare sottoterra. Doku è specializzato nella Dako e nei sigilli di Ogama: le sue magie contemplano il Black Arts, una forma di stregoneria nera. Il suo tutore è Tormentor.

#### Generale Hodd
È il dittatore generale di Ogama-Gor. Nell'episodio "Fuga da Ogama-Gor" venne messo a capo di un progetto per raccogliere energia per un'arma chiamata "Generatore Dako", il cui scopo era di aiutare Brackus nella sua conquista. Era un'arma segreta, di contenimento dell'energia delle Pietre.
Quando non riuscì a evitare la fuga dei difensori ', venne "punito" da un essere e sigillato in una pietra di contenimento. Lockdown è il suo tutore, un robot di contenimento che usò mine e cannoni laser per attaccare gli avversari.

#### Generale Rube
Era "Secondo in comando" dell'esercito Yin-tos, dopo Brackus. La prima apparizione si ha nell'episodio "The Cycle", e faceva parte del team di scavo di Flinch. Nell'episodio "Le verità nascoste", Brackus lo promosse al rango di generale prima che venisse aggredito da Arboth. Ad un certo punto ebbe bisogno dei defenders, perché lui e i suoi compagni,  vennero considerati dei traditori, e come tali, sarebbero stati braccati come cani da Nazmul. Questa breve alleanza era talmente segreta che neanche Brackus ne venne a conoscenza. Quando Nazmul riuscì a catturare i carri armati e i soldati dell'esercito di Yin-tos, Rube ribadì la sua fedeltà, in modo che potesse essere risparmiato.

#### Infinimora
Re Magnum, l'ultimo dei re Bakorian, conosceva il segreto per l'immortalità, si fuse con il suo tutore Volcanis, diventando Infinimora. Rapì Kara, per poterla usare come un corpo di riserva, grazie alla sua capacità di canalizzare l'energia del sigillo. Tuttavia, i difensori, con l'aiuto di Flinch, sigillarono lo spirito del Re nella pietra custode Voltanis.
Flinch fuggì con la pietra per consegnarla a Nazmul. Dopo aver imparato tutto quello che poteva da Magnum, Nazmul distrusse la pietra. Si presume che lo spirito di Magnum fu a sua volta distrutto.
Infinimora ha l'aspetto di una mummia a due teste. È in grado di trattenere l'energia che permette di creare Infinimora dalle pietre Di-Gata. lo spirito di Magnum può anche lasciare l'ospite di Infinimora e di possedere un veicolo fisico (ad esempio Kara). Infinimora è specializzato nei poteri dello Yin Yan, della Somma e dei sigilli di Altas.

#### Kali
È un agente mutaforma di Nazmul, un rettile a cui è stato assegnato il compito di trovare un nuovo corpo per il suo padrone. Kali ha considerato Kara come un ospite adatto per Nazmul, grazie al suo grande potenziale. Ponendo una fascia sul braccio di Kara, gli ha permesso di entrare nel Kali Nexus senza essere respinto. Poi ha cambiato in Dod il "Nexus Keeper". In questa forma ha ingannato Seth, Melosa ed Erik che pensavano che le energie del sigillo che hanno sostenuto l'Nexus fossero fuori servizio.
Tuttavia, Namoor, il vero custode della Nexus, scopre la trama e distrugge il bracciale, allontanando Kali dalla Nexus. In seguito lavora per la sua gente, i Mortigariani, che volevano possedere il Tomo di Al-Mortigar e l'Abisso Celeste, una consistente fonte di energia. Kali propone a Kara di infiltrarsi tra i difensori, ma Seth vede Nazmul attraverso il suo travestimento. Lei riesce a fuggire con il Globo di Ogama-Yan e la chiave del Tomo di Al-Mortigar, ma venne ferita mortalmente da Si'i. Seth ha cercato di salvarla, ma non c'era niente che potesse fare. Come un atto di gentilezza, Kara gli dice dove vorrebbe morire. Kali ha apparentemente utilizzato un tutore di nome Vanathos.

#### Kid Cole
Kid Cole è un bandito cha a causa dei suoi crimini è ricercato dai difensori. . Nell'episodio "La città dimenticata dal tempo", era dedito, con la sua roulotte a scorrerie finalizzate all'approvvigionamento e alla successiva vendita ai villaggi. Un componente della sua banda, un certo Adam lo tradisce per salvare Mel e gli altri difensori.
Kid Cole sfida Seth a duello, sei contro uno, l'intera Banda di Cole lo attacca nel Dojo dei difensori. Adam riesce a liberarsi mediante la Pietra di Fase, mentre Mel sconfigge Kid Cole: Seth lo fece poi confessare tutto tramite una pietra di registrazione audio Aroung. La confessione venne trasmessa in modo forte e chiaro agli abitanti del villaggio. Successivamente, Seth chiama Kragus, arrestano Kid Cole e lo inviano presso il carcere di Gatashin, scortato da Adamo.
Kid Cole ritorna nell'episodio "The Magnificent Due", e assume il controllo di una città mineraria, costringendo la gente a costruirgli per mezzo della Dokocite un'armatura indistruttibile. Per proteggere gli abitanti del villaggio intervengono Erik e Rion. Kid Cole ferisce gravemente Erik con il suo nuovo tutore, poi rapisce e tiene in ostaggio un ragazzino.
Rion ed Erik lo inseguono grazie ad alcune pietre che il ragazzo ha lasciato cadere durante il rapimento. Riescono a sconfiggere Kid Cole, grazie all'aiuto di Brackus.
Brackus riesce a riprendere il controllo del Darkviper, anche nel fare una virata causa la rottura dell'armatura di Kide Cole. In seguito, Brackus inizia a utilizzare nelle sue battaglie il suo nuovo tutore.
Kid Cole si è specializzato nel Dako, del Nega e nei sigilli di Yin: le sue magie consistono nella manipolazione della sabbia e del calore. Il suo custode era Stinger, uno scorpione gigante. Più tardi usa il Darkviper, una versione più grande e più contorta dell'Anaconduit. Poi perde il Darkviper con Brackus.

#### Kor Yin-An
Era un mago della stirpe Yan-Nega, che combatté nella battaglia di Yan-Syuma tra l'Ethos e la Streghe. Nel tentativo di salvare se stesso, Kor Yin-An cerca un accordo con l'Ethos: lui e i Maghi si alleerebbero con lui, condividendo le informazioni sulla rete di tunnel presenti sotto il tempio. In cambio di un posto nel pantheos dell'Ethos.
Tuttavia, l'Ethos venne bandito poco dopo l'attivazione dell'Abisso Celeste, e Mel disse all'Ethos di aver progettato una trappola all'interno del Tempio, causando la reazione di Nazmul: ordinare a una parte di soldati Yin-Tos e Alnar di proteggere il tempio interno.
Il tradimento di Kor non fu scoperto che solo alcuni lune più tardi. Come punizione, i maghi di Kor lo misero in uno stato di morte apparente. Poi l'Arkham Mal Flash lo trasforma in un Lich, e, come penitenza viene incatenato. Nessun Radosiano o Ethosiano sapevano dove Kor fosse stato sigillato. Avrebbero comunque paura della reazione di Rados se fosse stata ritrovata la sua tomba.
Kor venne svegliato da Malco per convincerlo a cercare le icone rimanenti dell'Abisso Celeste in cambio della liberazione. Sotto terra si confronta con i Difensori, rivelando a Mel, che fu lui a dare la sua personale proiezione di Yan-Suma. La sua intenzione era di trovare la Pietra dell'Eternità, per far vincere l'Ethos.
Kor Yin-An riesce a ripristinare la linea temporale. Per ottenere la sua vendetta, aveva progettato di alimentarsi con la propria forza vitale. Ha affrontato Mel in un duello all'ultimo sangue. Ruba la seconda icona e fugge, promettendo che la sua vendetta è solo rimandata.
Ma, ad un certo punto, l'ossessione di Kor per la sua vendetta entra in conflitto con la sua etica. Aveva il corpo distrutto a causa di Lady K'Tahsh. Una volta libero ed essendo un non morto, sopravvive il tentativo di assassinio, e, per vendicarsi, attacca Malco e Lady K'Tahsh, sottraendogli le sacre icone.
Dopo aver rubato la quarta Icona, Kor chiede di incontrare Melosa presso la corte dove l'avrebbero giudicata per gli errori compiuti dalle Streghe. Nel processo, accidentalmente rivela che i suoi tentativi di pace erano volti principalmente per salvare se stesso, così l'ha dovette uccidere. Tuttavia, venne sconfitto.

#### Madame Leizel
Era la leader di una banda di un circo e abile astrologa. Si presume che fosse in grado di vedere il futuro, nonostante lo preveda in uno stato simile alla follia. Tuttavia, le sue previsioni sono sempre espresse per enigmi e metafore.
Quando i difensori hanno aiutato la sua troupe itinerante, Leizel rivelò a Melosa il suo futuro: "Otto era una volta nove anni, e presto sarà di nuovo". (Molto probabilmente stava parlando degli otto sigilli), "Un talento si raro e potente emerge da voi." (I poteri di Strega di Mel) Tuttavia, Leizel aveva problemi con il suo tutore, l'Occhio, che controllava tutti coloro che indossavano collane di pietra. Con l'aiuto di Mel, sconfigge l'Occhio riportandolo alla sua forma in pietra.
In una base di Rougon, Leizel aveva predetto che Kara-Nazmul stava giungendo per lei, rivelando un non ben definito "qualcosa" che avrebbe dovuto avere a che fare con le Pietre della Purezza: potrebbe essere stata il riferimento al cosiddetto "Ciclo di Megaliti" (Spiegare). Appare poi nell'episodio "Infinis Keep", informando Brackus su come ottenere le Pietre della Purezza.
Rivela a Brackus di come avrebbe potuto distruggere una volta per tutte Nazmul usando come prigione la Pietra Nova per contenere il suo spirito, e rivelandogli che aveva perso un caro amico: Adam. Per aver rivelato a Backus tali informazioni predice che evitabilmente verrà esiliata nel Regno Oscuro, dove ora è un fantasma tra gli spiriti oscuri di quel regno. Nonostante tutto fu in grado di suggerire a Kara di andare alla Torre di Nowa per sfuggire dal Regno Oscuro. Qualcuno sospettava che lei fosse una serva degli Ethos.

#### Sari
Era un'intagliatrice di pietre che viveva su Callisto, con la terza Pietra della Purezza. All'inizio prestò giuramento di fedeltà a Nazmul, mediante la Pietra Nova, e attualmente è ancora a lui fedele. Si dice che laddove è presente lo Yin della Pietra della Purezza è possibile sconfiggere la creatura che la stessa pietra custodisce.
Tuttavia Sari era disposta a rapire Kara e tornare da Nazmul, e contemporaneamente continuava a credere di poter rigenerare il Regno di Rados senza distruggerlo. Il Defenders che si credeva ospitare Nazmul a causa del suo potere impazzì: voleva persino distruggere Rados.

#### Snare
Era un cacciatore di taglie vizioso, freddo nei confronti dei difensori, comunque un potente nemico da sconfiggere. Indossa una maschera di metallo, e ogni volta che la rimuove, rivela il suo segreto più oscuro. Snare è una creatura simile a lucertola, dotato di un'estrema velocità e agilità. Indossa numerosi gadget utili per il combattimento. Ha profondi occhi gialli, facili da riconoscere. Possiede anche delle pietre Di-Gata.
Nell'episodio "Preso in trappola" venne inviato da Brackus per catturare i Difensori. Riesce a catturare Mel, Erik e Kara, ma Adam, che aveva avuto esperienze precedenti con Snare e Seth riescono sottrarsi al rapimento. Mel alla fine fu in grado di evocare Draykor, uno spirito che blocca temporaneamente Snare.
Snare fuggì dalla battaglia, ma promise a Brackus che la prossima volta si sarebbero preparati meglio. Trova poi i difensori e li segue a Port Reevus, ma è catturato dai droni Ogama-Gor nell'episodio "Fuga da Ogama-Gor", comandati da Seth.
Seth liberò se stesso e tutti gli altri prigionieri, iniziando nuovamente a monitorare i difensori. L'ultimo atto dell'Ordine fu quello di rubare, tramite Adam, la chiave dei Defenders. Secondo il creatore della serie, Greg Collinson, c'era un solo sopravvissuto alla lotta per la chiave. Snare era specializzato nei sigilli Sum e Yin. Il suo tutore è Sliver.

#### I Mortigariani
I Mortigariani sono pressappoco come Kali. Sostengono di essere gli abitanti originari di Rados: esseri umani fino a quando fuggirono dal loro pianeta morente. Durante la ricerca del Tomo di Al-mortigar, catturarono Kara e Kali. Accusarono i difensori perché pensavano di averla uccisa. I difensori presero il tomo per riscattarlo con Kara. Durante la guerra Ethos, I Di-Gata Dawn uniscono le loro forze con i difensori. Vivono sott'acqua, ma, pur essendo anfibi, a loro non piace stare fuori dall'acqua.

#### Il Professore
Il suo vero nome non si conosce. Lo si vede solo nell'episodio "I bambini rapiti". Era uno scienziato pazzo che cerca di dimostrare che l'umanità era giunta su Rados da un altro pianeta. In una miniera scoprì dei virus letali per gli esseri umani adulti, ma innocui sui bambini.
Il professore inizia a rapire bambini attirandoli con le sue invenzioni. Dopo alcune sperimentazioni, il virus sfugge al professore e causa una pandemia in tutte le città, spingendo il Di-Gata Defenders ad indagare. Rion venne subito rapito dal professore e lo costringe ad aiutarlo per trovare la prova che l'umanità di Rados proviene da un altro pianeta.
La sua ricerca si corona di successo: trova un'antica nave spaziale, dimostrando la sua teoria. Rion e Seth in seguito alla scoperta del professore trovano le batterie di alimentazione elettrica della nave, che, una volta accesa, attiva una trasmissione del suo storico capitano.
La trasmissione spiega che la nave fu costretta ad effettuare un atterraggio di emergenza su Rados, dopo che un focolaio di virus, aveva contaminato l'equipaggio. Sebbene Seth e Rion fossero scettici al riguardo all'aspetto del capitano della nave (che aveva il colore della pelle molto più scuro di quanto non fosse quello consueto dell'umanità), il Professore ipotizza che l'umanità si era evoluta nella sua forma attuale, a causa di una prolungata esposizione alla luce solare.
Ossessionato dalla sua scoperta, il professore tenta di spostare l'antica nave spaziale presso un'università non identificata, nonostante il rischio di provocare la liberazione del virus. Rion inavvertitamente uccide il professore, che rimane contaminato dal virus attraverso la sua tuta protettiva lacerata, e muore.

#### I Zads
È una misteriosa razza di umanoidi formichieri. Quando i difensori combattevano l'Ordine dei Infinis, uno Zad venne in aiuto ai difensori che li condusse per la prima volta presso il monastero di Amos-Yan. Ma lo fece dopo essersi impossessato di una parte delle forniture del Defender.
Appare più tardi nel percorso della Pietra della Purezza Dako, aiutando nel combattimento sia Malco che Flinch. Consegna a Kara uno spirito sigillo per vedere cosa sta succedendo a Melosa (questo spirito si vede anche nelle Nexus - e aiuta a scoprire come si rivela il Nexus). Nell'episodio "La Spelonca dei ladri", Zad accompagna Kara dalla Signora Lisel per un avvertimento in realtà destinato alla stessa Melosa. Nella sua ultima apparizione conduce i difensori e Adam dall'Esercito di Infinis, consentendo loro di accedere al quartier generale di Nazmul.
Tuttavia, consegnò agli emissari di Ethos una Zad Shift Stone, un timer a forma di esagono speciale che sa esattamente quando si apre il portale tra Rados e il Dark Realm. Rivela il suo vero volto nel momento della cattura di Kara inviandola nel Dark Realm. I difensori non riuscirono a salvarla, e lo Zad che nel frattempo completa la sua missione muore.
La maggior parte dei guerrieri Zad sono armati di fruste che contengono un veleno che causa paralisi, possiedono una notevole agilità e sono gli unici esseri che usano Ethos con i sigilli degli altri (più comunemente con Dako). Sono in grado di lanciare un incantesimo che spara un dispositivo simile al Potere della Gilda, con la differenza, che, al momento dell'esplosione si trasforma in un liquido molto vischioso. Sono anche in grado di trasformare in alleati i serpenti oscuri, lottando con loro in prima linea.
Nell'episodio "Back Track", quando Mel ebbe alterato la linea temporale congelando l'Abisso Celeste, lo Zad diventa più grande e più pericoloso. I difensori erano praticamente incapaci di affrontarlo. Eppure, venne sconfitto da Rion nella sua forma mutante. Quando la linea temporale fu ristabilita, Zad cercando di ottenere qualcosa dai difensori cade nel pozzo senza fondo da dove era venuto.

### Il Cacciatore
Il cacciatore è un sicario di mezza età, una volta si faceva chiamare Colonnello Ogaman. Appare per la prima volta nell'episodio "Il cacciatore e la preda", dove cerca di uccidere prima Seth e poi Rion solo il gusto sadico di averli come trofei. Alla fine della puntata però i due difensori riescono a sconfiggerlo. Il suo vero nome è Aaron, come il padre di Seth. È un uomo che non accetta di invecchiare e preferirebbe morire in guerra. Si vendica della sua dolorosa gioventù cercando giovani talentuosi e attirandoli con false promesse in casa sua situata su di un'isola di cui è proprietario, per poi dar loro la caccia e ucciderli. Stessa tattica la usa anche con Seth, attirandolo con la promessa di rigeneragli il braccio. Poi, scontento della sua poca abilità nella battaglia, cerca di catturare Rion, venuto a salvare l'amico. Si suppone che i suoi sigilli siano Altas e Ogama.

## Guardiani conosciuti
I Guardiani erano creature che vivevano su Rados prima della morte dei primordiali. Ora risiedono all'interno della pietra Verde dei Guardiani Di-Gata. Sono esseri di pura energia e variano sia per dimensione che per aspetto e abilità.
Alcuni li considerano come degli amici, altri come dei servitori. La maggior parte sono legati ad una Pietra (ad esempio Kragus viene chiamato da una pietra Dako), ma alcuni sono legati ad un Sigillo (ad esempio, al sigillo Omnikrag di Dako e Altas). La maggior parte di tali sigilli sono tatuati su una parte del corpo del custode, con una deroga concessa all'Anaconduit (dispone di diversi sigilli) e a Voltanis.
Alcuni Guardiani, quando si presentano citano i nomi dei loro tutori (in particolare i difensori). Se questo è un atto richiesto o no, resta poi da vedere. Di solito, quando un guardiano viene sconfitto o è stato assente per troppo tempo ritorna alla sua pietra. I Guardiani muoiono se non ritornano nella pietra, o se la stessa pietra si frantuma. Anche un essere umano può diventare guardiano.

### Arvengus (Guardiano di Rion)
Questo tutore appartiene a Rion. Tzur gli consegna la prima pietra di Arvengus e cade per mano dello Zad. Arvengus è un leone gigante dotato di taglienti artigli, zanne e una punta della coda elettrica. Durante un attacco, poteva utilizzare sia i suoi artigli che le sue zanne, o inviare energia elettrica attraverso la sua coda.
Come gli altri difensori dei guardiani (diversi Draykor) Arvengus è dotato della possibilità di rimpicciolire, come se fosse un piccolo leone. Arvengus è legata al sigillo di Nega e Yan. Questo sigillo è tatuato sul suo stomaco.

### Anaconduit (Guardiano di Brackus)
È il custode di Brackus. Ha l'aspetto di un cobra. Anaconduit è in grado di sparare fulmini elettrici sia dalla sua bocca che dalla coda. L'Anaconduit si aprì in due al cospetto di Nazmul nell'episodio "L'ospite perfetto", rivelando che internamente possedeva alcune parti meccaniche.
Quando Brackus fu bandito ed esiliato nel Regno Oscuro, l'Anaconduit si unì a lui. Tuttavia, più tardi, ma venne catturato da Si'i e rigenerato nella forma di Darkviper. La pietra Anaconduit è associata ad un sigillo di Infinis e Nega (La linea superiore del Nega viene sostituita con Infinis. Stranamente, questo sigillo non è tatuato da nessuna parte sul suo corpo, al suo posto è tatuato un megalite)

### Bodicon (Guardiano di Bo)
È il custode di Bo. Ha l'aspetto di un'idra a due teste. Bo lo ha acquistato da Si'i, con la speranza di essere accettato come Defender. Tuttavia, nel dojo Bodicon impazzì a causa del suono di un'attrezzatura per la pulizia della ditta Robutus. Rion riuscì a calmarlo e Bodicon ritornò nella sua pietra. Seth ha conservato la pietra fino a quando Bo fu ritenuto essere più responsabile.

### Darkviper
Il Darkviper è un sottoprodotto della fusione tra Anaconduit e un altro tutore. Creato da Si'i venne utilizzato da Kid Cole. Brackus riuscì a convincere il Darkviper ad ribellarsi a Kid Cole a causa di ordini immorali ed irricevibili. Il Darkviper poi gettò il suo secondo maestro fuori dalla sua base. Rion diede la pietra Darkviper a Brackus, che iniziò ad usarlo, ma mai in presenza dei difensori.
Si tratta di una versione gigante dell'Anaconduit, e dotato di un aspetto oscuro. Si utilizzava il suo massiccio corpo per costringere gli avversari alla resa. La pietra Darkviper è legata ad un sigillo di Yin, Infinis e Nega (La linea superiore del Nega viene sostituito con Infinis, che lo Yin siede in cima. Segna il tutore non è tatuato ovunque sul suo corpo).

### Doomhunter
Doomhunter è un massiccio e potente custode che protegge la Pietra Castillo in puro Cristallo. Assomiglia ad un crostaceo gigante. Sari ha dichiarato ai difensori, che solo il potere enorme della Pietra Nova potrebbe sconfiggere il Doomhunter, ma che in quel momento non la possedevano. Per compensare, cercarono di incanalare il Sigillo del Guerriero attraverso Kara, ma Seth non riuscì ad accogliere la sua sofferenza, così l'ho lasciato andare.
L'azione sinergica del gruppo dei defender produsse un'esplosione di energia tale che riuscì a trasformare il Doomhunter in una statua, ma non riuscirono a distruggerlo. Mentre correvano dalla creatura, apparve Adamo e consegno la pietra Nova a Seth, che venne poi utilizzata per sconfiggere definitivamente il Doomhunter.
Il Doomhunter può sparare raffiche di energia dalla Pietra della Purezza alla sua coda. Il Doomhunter non è necessariamente un tutore trovato in una pietra, ma ha tatuato sulla fronte il sigillo Yan.

### Draykor (Guardiano di Melosa)
Draykor è custode di Melosa. Lei appare come un drago di ghiaccio di piccole dimensioni. A differenza di altri guardiani, vive all'interno Draykor amuleto Melosa, che è stata tramandata dal suo generazioni precedenti. È il più piccolo dei guardiani della Difensori. Draykor può anche essere un po' iperprotettivo verso Melosa. Draykor ha due attacchi più comuni: Si può congelare il suo obiettivo con la sua coda con Chill Bane, e lei può venire fuori come uno spirito di ghiaccio e congelare qualsiasi cosa lei vola in usando Congelamento Avatar di Yan. Lei è l'unico dei difensori guardiani che non ha una forma di piccole dimensioni. Draykor è legato al sigillo Yan, che è incisa sullo stomaco.

### Dreadcraw (Guardiano di Flinch)
È il tutore di Flinch. Ha l'aspetto di uno spaventapasseri. Dreadcrow è in grado di sparare dei corvi dalle maniche e può trasformare e dividere in due corvi. La Pietra di Dreadcrow è legata all'henge di Infinis e Yin (La linea a metà viene sostituita con Infinis, ed è incisa sul petto). La cosa strana della sua pietra è l'henge non appare (Il Infinis è sopra la Yan), a meno che non venga convocato.

### The Eye (Guardiano di Madame Leizel)
È il custode di Madame Leizel. Ha due forme: una sfera di cristallo e una gigantesca creatura a forma di Y. Nella sua forma gigante, il suo occhio in grado di sparare raggi laser così potenti da sfondare le protezioni in pietra di Kragus. La forma a palla dell'occhio è in grado di predire un futuro non meglio specificato. Tuttavia, per predire il futuro, l'occhio ha bisogno di rigenerarsi attraverso l'assorbimento di ricordi recenti. Quando, infatti, l'occhio si trova nella sua forma di pietra, Lisel è certo che l'occhio non si affatica. La pietra dell'occhio è legata al sigillo Altas (inciso sulla sua Iris).

### Firefox (Guardiano di Adam)
Firefox è il custode di Adam. Si presenta come volpe rossa a due gambe. Come indica il nome, è una volpe che ha il potere del fuoco. Il suo attacco principale consiste nell'inviare un fascio di fuoco dalla sua coda. Ma con potenza aumentata da Adam, il sostenitore delle Pietre, ha il potere di trasformarsi in una fiamma serpente. La pietra di Firefox è legata al Sigillo di Infinis (inciso sulle sue gambe).

### Kragus (Guardiano di Seth apparso nella prima serie)
Kragus era il custode di Seth, ed è simile ad una roccia gigantesca. In un primo momento Seth voleva un drago, ma quando Kragus gli prese alcuni dei suoi oggetti (ad esempio: il suo Arsenal), decise di sceglierlo come guardiano. A volte viene chiamato "Big Guy", sia nella forma più grande che nella sua forma più piccola.
Kragus richiede di assorbire una certa quantità di roccia per la costruzione del suo corpo. Quanto più materiali riesce ad assorbire, più Kragus diventa forte.
Kragus Omniaxor si autodistrusse, ma si trasferiti in tempo nel corpo di Seth, donandogli una'enorme forza e potere. Tuttavia, la fusione conferì a Seth una personalità più aggressiva. Kragus venne creduto morto fino a quando venne scoperta la fusione. Prima di tale evento, Seth, quando era arrabbiato subiva strani e improvvisi raptus di violenza, e fu in grado di assorbire grandi quantità di energia da diverse armi, prima di cadere esausto. Notare che tali armi avrebbero paralizzato chiunque fosse stato colpito anche da uno o da due colpi.
I difensori non compresero quello che stava succedendo a Seth solo nel momento in cui Volcanis gettò dell'acido sul suo petto. La fusione richiese un grande sacrificio, soprattutto sul corpo nell'episodio "Le verità nascoste" e anche in altri. Ora, la metà superiore del suo corpo, il collo e il braccio destro si erano trasformate in roccia, formando sul volto una maschera di pietra.
Anche se gli fu offerto da Melosa un pezzo di pietra Di-Gata, in grado di eliminare e separare Seth da Kragus, Seth decise di non separasi da lui perché non voleva perderlo di nuovo. In "Ethos", una donna posseduta dai megaliti fu in grado con un attacco di separare Kragus da Seth, lasciando Kragus fortemente indebolito e incapace di tornare alla sua pietra.
Kragus si fuse con Omniaxor, formando Omnikragg solo per salvare il suo spirito. Come Robotus, Kragus a volte può venire ridurre le sue dimensione a
forma cartone animato di sé stesso. Lui è più giocoso di quanto non sia aggressivo.
In questa forma viene spesso usato per distrarre le guardie. Mentre la guardia è distratta, un difensore gli spara per metterlo fuori gioco. La pietra di Kragus è legata al sigillo Dako (inciso su diverse parti del suo corpo) prima che venisse distrutta. Ma come Omnikrag, la pietra combinata è incisa nell'henge di Altas e Dako.

### Lockdown (Guardiano del Generale Hodd)
È il tutore di Hodd. Ha l'aspetto di un robot a quattro zampe. Continua a ripetere: "Non si allarmi. Lei non sarà male." È in grado di sparare mini-esplosivi contrassegnati con il sigillo Infinis al suo bersaglio. Il blocco della Pietra è legato all'henge di Ogama e Infinis (Infinis appare sotto l'arco di Ogama), anche se i sigilli sono incisi separatamente su tutto il corpo.

### Megalith (Sigillo di Rados)
Forma gran parte del potere del sigillo di Rados, il Megalih era il guardiano più potente mai creato. Serviva come custode di Nazmul, e il suo compito era quello di distruggere nel nome di Nazmul. Aveva l'aspetto di un acaro gigante.
Venne sigillato con le Pietre della Purazza, 14 anni prima della linea temporale della storia. Ma a causa dei danni che aveva provocato in Rados ogni volta che l'incantesimo del Binding veniva lanciato, distruggeva gran parte del regno sacrificando il Defender dei suoi genitori.
Con il passare degli anni, il Megalith riesce lentamente a rompere il sigillo. I defender riuscirono a mettere le mani su tutte e quattro le pietre della Purezza, ma si fermarono all'incantesimo di Binding.
Vennero avvertiti da Sari e Brim di quanto in passato sia stato devastante l'incantesimo. E non se ne resero conto fino a quando la zona dove avvenne l'incantesimo fu distrutta. Anche se in questo modo il Megalith venne sigillato per sempre, avrebbe completamente distrutto Rados.
Il Megalith si era liberato della sua prigione, pianificando la sua rigenerazione attraverso l'assorbimento di energia dal sigillo di Arboth. Quando si trovò a lottare contro Seth, riuscì a separare Kragus da Seth.
Quando raggiungono Arboth, i difensori e Adam cercano di tenere sotto controllo la bestia con tutte le risorse che possedevano in quell'istante. Ma nemmeno Omnikragg, o il congelamento non avrebbero funzionato.
Utilizzando la potenza del Cerchio dei Guerrieri (tra Seth, Mel, Kara e Adam (Eric è stato eliminato)), la Pietra Nova, Kara e il potere di assorbimento di energia, i difensori furono in grado di sconfiggere la bestia, dando l'energia al sigillo di Rados.
Anche se in un primo momento si credeva che fosse stato Nazmul a creare il Megalith, gli eventi descritti nell'episodio "Il ciclo" sembrano indicare il contrario. Apparentemente, il Megalith venne sigillato per centinaia di anni, ma i cicli diventavano sempre più brevi.
È per mano delle Streghe of Yan che il Megalith fu per sempre imprigionato. Il Megalith probabilmente ebbe origine da Alnar, quando una creatura oscura nota come Ethos venne bandita. Lo scopo era quello di trattenere e fondere entrambi per imprigionarli.

### Nostrum Vitae (Sigillo di Pietra)
Il sigillo di pietra Nostrum Vitae crea un organo tutore per sé stesso, per lo più nella forma del primo custode Primordiale, il cui nome è anche Nostrum Vitae. Questo custode appare nella seconda stagione, quando perde Brackus Darkviper. Questo effetto è simile a quello di Bionicle Kanohi Iginika, la leggendaria Maschera della Vita.

### Omniaxor (Guardiano di Aaron)
Omniaxor, chiamato anche "Omni", fu il custode di Aaron. Appare con un corpo dotato di tre gambe, gigante e panciuto. È l'unico Guardiano conosciuto con la capacità di parlare.
Dopo che venne lanciato l'incantesimo di Binding, i monaci Gatashin lo scelgono come protettore di una riluttantissima Pinnacle. Per lungo tempo, si convinse che le Streghe of Yan avessero sacrificato i Difensori, che riuscirono a mettere sotto controllo i poteri di Melosa. Omniaxor impegnò Seth in battaglia e durante il combattimento distrusse Kragus. Tuttavia, Melosa riuscì ad ottenere il completo controllo dei suoi poteri, costringendo Omniaxor a rifugiarsi nella sua pietra.
Nell'episodio "Dark Descent", Seth convoca Omniaxor per chiedergli che cosa è successo nel percorso dello Spell dei vincolanti, ma Omniaxor tornò alla sua pietra, non essendo in grado di sopportare la vista della zona Spell. Più tardi, in "Le verità nascoste», rivela a Seth che non ha intenzione di distruggere Kragus per forzare Seth a diventare quello che è. Pur rivelando ciò, Omniaxor si mostra pentitissimo per sue azioni e per la distruzione Kragus.
Impegna poi se stesso nell'episodio "The Guardian di Seth, figlio di Aron". Quando Kragus viene separata da Seth, scoprirono che entrambe seguivano lo stesso maestro, aspetto che le convinse a fondersi, creando Omnikragg. Omniaxor è in grado di manifestare una forza enorme generando esplosioni di energia. La sua pietra è legata al sigillo Altas inciso sulla pancia.

### Omnikragg (Guardiano di Seth apparso nella seconda serie)
Il sottoprodotto di una fusione tra Omniaxor e Kragus che si era separata da Seth. Come Kragus, richiede una determinata quantità di terra per assumere una forma fisica. Assomiglia a Omniaxor fatta eccezione per alcune caratteristiche: tre gambe, la metà superiore del suo corpo, il casco e le braccia sono diventati di pietra ed è dotato di artigli rossi. Il suo unico potere noto è la sua immensa forza fisica ed è in grado di scagliare enormi esplosioni di energia simili a quelle di Omniaxor. E, come Omniaxor, parla a volte nella lingua umana così, esattamente come i ruggiti ti Kragus. La pietra di Omnikrag è legata ad un henge di Altas e di Dako.

### Revoldenn (Guardiano di Finn)
È il custode di Finn. Ricorda un tipico genio della lampada e la sua pietra è legata alla henge Dako-Sum.

### Robotus (Guardiano di Erik)
Robotus è il custode di Erik. È un robot e possiede molti gadget e strumenti utili per la battaglia. Assomiglia ad Erik, ed è in grado di realizzare molte cose. Robotus è in grado di trasformare il suo corpo in anatomie multiple. Al di fuori della battaglia, a volte appare a forma di giocattolo, che spesso serve al gruppo per stemperare le tensioni, una sorta di sollievo comico. Robotus viene affettuosamente chiamato Robinus.
Attacca spesso con cannoni laser o con un Rivet Blast, o laser mitragliatrice. La pietra di Robotus è legata al sigillo di Ogama (incisa sul petto), anche se viene visto possedere un diverso sigillo, in rare occasioni, simili alle pietre di richiamo di Seth. Stranamente, nell'episodio 6 "Viaggio in mare", sulla pietra di Robotus è presente un henge di Ogama-Nega che appare esattamente come l'henge della Pietra Nova.

### Sliver (Guardiano di Snare)
Sliver è il custode di Snare. È simile ad un topo, ma è di medie dimensioni. Tuttavia, se attaccato, mostra il suo vero potere: si divide in più copie, ciascuna con la stessa potenza dell'originale. Se è pesantemente attaccato, genera un branco di Sliver, in grado di sopraffare facilmente avversario, solo con la forza del numero. Ogni Sliver, copia o originale, attacca aggressivamente con i suoi denti aguzzi. Sliver, oltre a Drykor, è il più piccolo guardiano conosciuto. La sua pietra è legata al sigillo Somma, tatuato sulla sua fronte.

### Taurius (Guardiano di Lady K'Tahsh)
Taurius è il custode di Lady K'Tahsh. È grande toro, e indossa un'armatura con delle piastre poste sulla testa e su parti del suo corpo. K'Tahsh lo usa come un supporto in battaglia. Ha il sigillo Dako inciso sulla sua testa e in alcune parti dell'armatura.

### Tormentor (Guardiano di Doku)
Tormentor è il custode di Doku. Appare come un demone gigante dalla pelle rossa e dotato di parti del corpo meccaniche, un braccio di pietra a cui fa capo una frusta. Non possiede gambe e scivola su una coda. Attacca i nemici con il suo corpo, con esplosioni di energia dalla bocca e frusta il suolo per far vacillare i suoi nemici. La pietra di Tormentor è legata all'henge di Dako e Nega.

### Guardiano Possibile Non Identificato
Quando i difensori scoprono in un tempio subacqueo le Pietre della Purazza Ogama, Kara sostiene che di sentire le urla di un mostro che di li a poco emerge da una grotta vicina nella forma di enorme tartaruga. Possiede un corpo di colore verde scuro, dotato di una grande conchiglia che gli copre le spalle e quattro zampe di grandi dimensioni. La creatura potrebbe essere un tutore di un monaco Gadashin che ha nascosto la Pietra della Purezza allo scopo di custodire il luogo da intrusi. La cosa suggerisce che questa creatura è il custode del sigillo di Yan tatuato sulle gambe, mentre il sigillo Nega è presente sul dorso. La bestia potrebbe benissimo essere vincolata a tali sigilli.

### Vanathos
Vanathos è forma evoluta utilizzata sia da Kali che da Kara, oggi è un guardiano rinchiuso in una Pietra Rossa. Si tratta di un custode di colore rosso, un insettoide in grado di volare. Ha la possibilità di lanciare anche scariche elettriche. Vanathos possiede anche alcune caratteristiche rettiliane, come un osteoderma verde, uno inferiore placcato e dotato di denti aguzzi nella parte anteriore della bocca. Vanathos possiede anche armi di piccolo calibro, degli artigli e una grande e ingombrante testa. È anche in grado di entrare in un corpo ospite. Quando lo fa, l'ospite è perduto e Vanathos ne prende il controllo. È ancora legato al sigillo di Yin inciso sulla sua fronte.

### V-Moth (Guardiano di Kara)
V-Moth è il custode di Kara. Sebbene il nome "V-Moth" suggerisce la forma di una falena, in realtà assomiglia d una vespa. È il custode del secondo più piccolo tra i difensori, il più piccolo essere Draykor. Il V-Moth è in grado di sparare un colpo di energia dal suo pungiglione (Sonic Sting). È in grado di rigenerare le ali, nel caso gli venissero tagliate o strappate. V-Moth può anche trasformarsi in una versione ridotta di sé stesso, come Robotus e Kragus, ma questa forma viene utilizzata per spionaggio o di scouting. La pietra di V-Moth pietra è legata al sigillo di Yin, ed è inciso sulla sua fronte.

### Voltanis (Guardiano del Re Magnun)
È il tutore del Re Magnun. Molto tempo fa, Magnun era fuso con il suo tutore, ma i sintomi della sua pazzia lo portarono a creare Infinimora. Voltanis venne distrutto dato che il suo padrone era stato imprigionato da Kara, Mel, e Flinch nella sua stessa Pietra Guardiano.
Voltanis è in grado sparare bende, è dotato di una forza incredibile e sputa acido. Voltanis sembra molto più ingombrante quando si fuse con Magnun, ma quando è da lui separato, è simile a una mummia-scheletro/ mummia. la Pietra di Voltanis è legata ad un henge di Yin e Ogama. Questa pietra venne poi distrutta da Nazmul.

### Yanaroth
È Il mostro che faceva la guardia a Brim durante il suo confino su un'isola remota. Lo Yanaroth è identico al Doomhunter oltre al fatto che possiede un guscio verde, invece che grigio. Il suo corpo è di colore viola, e la pietra posta sulla punta della sua coda è stranamente identica alla pietra custode del V-Moth's. Mel viene ingoiato dallo Yanaroth ma riesce a distruggerlo dal suo interno.

### Yan Sh-Ion
Poco si sa di questo tutore. Yan-Sh-Ione fu un custode vincente. Assomiglia ad un minotauro : testa di toro e corpo umanoide. Inoltre è coperto anche con un pelo bianco. Ha il potere di generare potenti sfere blu di energia che lancia contro i nemici. Un episodio mostra Brim perseguita da un robot Mortagariano presso il Mount Froza. Brim per salvarsi si lega a Yan-SH-ion e a una pietra bianca, che diventa verde e reca ora un henge rosso tipo Dako-Infinus (con Dako nel centro di Infinus). Brim fugge con l'aiuto del custode.

### Yin-Icorn (Guardiano del sigillo di Yin)
Questo guardiano è legato al sigillo Yin. Greg Collinson ha detto che lo Yin-Icorn sarà nel pack booster dei Di-Gata Defenders pack. Presto, Adam lo raggiungerà, combinandolo con Firefox per creare un tutore senza nome. Porta i sigilli di Yin e Infinis.